# Stenhelia latipes
Stenhelia latipes är en kräftdjursart som beskrevs av Lang 1965. Stenhelia latipes ingår i släktet Stenhelia och familjen Diosaccidae. Inga underarter finns listade i Catalogue of Life.